# Советская улица (Домодедово)
Советская улица — улица в центральной части города Домодедово Московской области. Улица расположена в непосредственной близости от железнодорожной станции Домодедово Павелецкого направления Московской железной дороги.

## Описание
Советская улица берет свое начало от Привокзальной площади станции Домодедово от пересечения с улицей Горького и улицей Корнеева и далее уходит в северо-западном направлении, а в конце резко уходит на юго-запад. Заканчивается улица на пересечении с улицей Текстильщиков и улицей Константиновская фабрика.
По ходу движения с начала улицы улицу Советская пересекают Каширское шоссе и Речная улица. Справа по ходу движения с начала улицы примыкают Заводская улица, Лесная улица, Центральная улица, 1-я Коммунистическая улица, 2-я Коммунистическая улица, Константиновский проезд и Набережная улица. Слева по ходу движения с начала улицы примыкают улица Зеленая, улица Новая, Ленинская улица, Рабочая улица, Красная улица, Рабочая улица, Красноармейская улица, улица Кирова, улица 8 марта, улица Пржевальского и улица Мичурина.
Советская улица на всем всем протяжении является улицей с двусторонним движением, за исключением участка от Привокзальной площади до пересечения с улицей Горького и улицей Корнеева, где организовано одностороннее движение.
Нумерация домов по Советской улице идет со стороны улицы Горького и улицы Корнеева.
Почтовый индекс улицы Советская в городе Домодедово Московской области — 142000, 142001 и 142005.

## Примечательные здания и сооружения
- Аллея героев Советского Союза и полных кавалеров ордена Славы — аллея 30-летия Победы.
- Памятник Ивану Ивановичу Сидорову (жанровая скульптура) — аллея 30-летия Победы[2].
- Обелиск Славы воина-домодедовцам, погибшим в годы Великой Отечественной войны — Аллея Символов на пересечении улицы Советской и Каширского шоссе, напротив аллеи 30-летия Победы. Список погибших воинов постоянно обновляется и в настоящее время насчитывает около 6,8 тыс. человек[3].
- Герб Домодедово (жанровая скульптура) — Аллея Символов на пересечении улицы Советская и Каширского шоссе.
- Жанровая скульптура посвященная Аэропорту Домодедово — Аллея Символов на пересечении Улицы Советская и Каширского шоссе.
- Собор всех святых в земле Российской просиявших (Православный храм) — улица Южная, строение 46.
- Церковь Серафима Саровского в Домодедово (Православный храм) — улица Южная, строение 46, корпус 2.
- Обелиск Славы на аллеи 60-летия Победы на пересечении улицы Советская и улицы Набережная.
- Памятник Архимандриту Алипию Воронову — аллея 60-летия Победы вблизи дома 59 по улице Советская.
- Памятник жертвам политических репрессий — в сквере рядом с владением 10, по улице Советской[4].
- Домодедовский городской суд Московской области — Советская улица, владение 26.
- Памятник ликвидаторам аварии на Чернобыльской Атомной электростанции — сквер памяти жертв на Чернобыльской электростанции на пересечении Советской улицы и Центральной улице. Памятник был открыт 7 октября 2017 года при участии главы городского округа Домодедово Александра Двойных[5][6].

## Транспорт
По Советской улице осуществляется движение общественного транспорта. Здесь проходят городские автобусные маршруты идущие на автостанцию.